# Marsilea longipes
Marsilea longipes là một loài dương xỉ trong họ Marsileaceae. Loài này được Austin mô tả khoa học đầu tiên năm 1872.
Danh pháp khoa học của loài này chưa được làm sáng tỏ. 